# Yatarō Kurokawa
Pour les articles homonymes, voir Kurokawa (homonymie).
Yatarō Kurokawa (黒川 弥太郎, Kurokawa Yatarō), né le 15 novembre 1910 et mort le 23 juin 1984, est un acteur japonais.

## Biographie
La filmographie de Yatarō Kurokawa comprend 228 films de 1935 à 1971

## Filmographie sélective

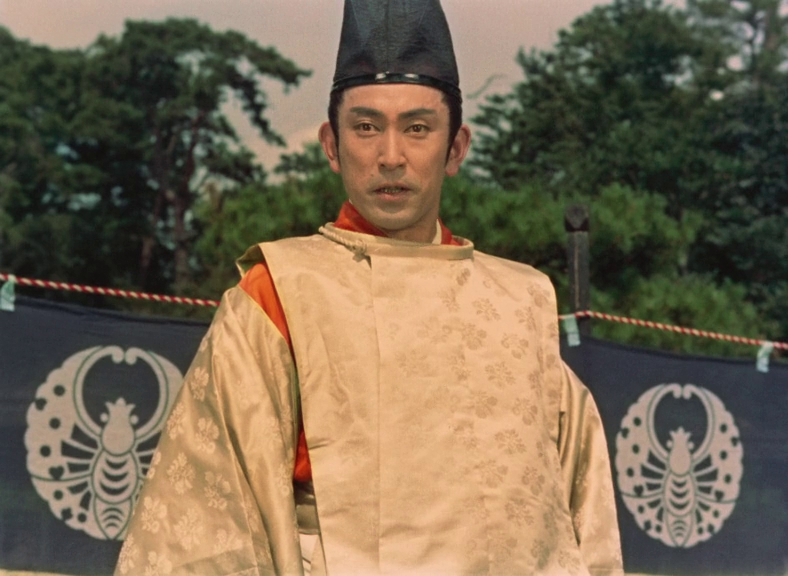
Yatarō Kurokawa dans La Porte de l'enfer (1953).

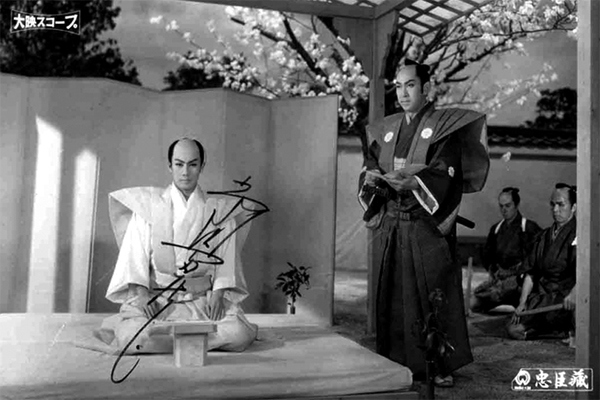
Raizō Ichikawa (à gauche) et Yatarō Kurokawa (à droite) dans La Vengeance des loyaux serviteurs (1958).

- 1935 : Le Voleur au capuchon blanc I (怪盗白頭巾 前篇, Kaitō shirozukin : Zenpen?) de Sadao Yamanaka
- 1935 : Le Voleur au capuchon blanc II (怪盗白頭巾 前篇, Kaitō shirozukin : Kōhen?) de Sadao Yamanaka
- 1937 : Ishimatsu des forêts (森の石松, Mori no Ishimatsu?) de Sadao Yamanaka
- 1937 : Nangoku taiheiki (南国太平記?) de Kyōtarō Namiki : Kotarō Sen'nami
- 1938 : Kazaguruma (風車?) de Matsuo Kishi
- 1938 : Itahachi jima (伊太八縞?) de Nobuo Nakagawa
- 1939 : Sazen Tange, nouvelle édition (新篇　丹下左膳　隻手篇, Shinpen Tange Sazen: Hayate-hen?) de Satsuo Yamamoto : San'nosuke Odai
- 1939 : Les 47 rōnin I (忠臣蔵 前篇, Chūshingura: Zenpen?) de Kajirō Yamamoto : Kinemon Okano
- 1939 : Les 47 rōnin II (忠臣蔵 後篇, Chūshingura: Kōhen?) de Kajirō Yamamoto : Kinemon Okano
- 1939 : Shinpen Tange Sazen: Sekigan no maki (新篇 丹下左膳 隻眼の巻?) de Nobuo Nakagawa : San'nosuke Odai
- 1940 : Shinpen Tange Sazen: Koiguruma no maki (新篇 丹下左膳 恋車の巻?) de Ryō Hagiwara : San'nosuke Odai
- 1940 : La Princesse serpent (蛇姫様, Hebihime-sama?) de Teinosuke Kinugasa
- 1941 : La Bataille de Kawanakajima (川中島合戦, Kawanakajima kassen?) de Teinosuke Kinugasa : Izumokami Anayama
- 1941 : Le Héron blanc (白鷺, Shirasagi?) de Yasujirō Shimazu
- 1942 : Musashibo Benkei (武蔵坊弁慶?) de Kunio Watanabe : Shigemori Tairano
- 1942 : La Bataille navale à Hawaï et au large de la Malaisie (ハワイ・マレー沖海戦, Hawai Mare oki kaisen?) de Kajirō Yamamoto : Moribe
- 1943 : Ina no Kantarō (伊那の勘太郎?) d'Eisuke Takizawa : Shōkichi
- 1943 : Otoko (男?) de Kunio Watanabe
- 1943 : Vent chaud (熱風, Neppu?) de Satsuo Yamamoto
- 1943 : Le Chœur de la promesse (誓ひの合唱, Chikai no gassho?) de Yasujirō Shimazu
- 1944 : L’Escadrille des faucons de Katō (加藤隼戦闘隊, Katō hayabusa sentō-tai?) de Kajirō Yamamoto
- 1944 : En avant les escadrons de torpilleurs ! (雷撃隊出動, Raigekitai shutsudō?) de Kajirō Yamamoto
- 1946 : Mīdori no fūrusatō (緑の故郷?) de Kunio Watanabe
- 1947 : Mille et une nuits à la Tōhō (東宝千一夜, Tōhō Senichiya?) de Kon Ichikawa
- 1948 : Ano yume kono uta (あの夢この歌?) de Kunio Watanabe
- 1949 : Nabeshima kaibyou den (鍋島怪猫伝?) de Kunio Watanabe
- 1949 : Otoko no namida (男の涙?) de Torajirō Saitō
- 1950 : L'Amour d'une mère (母情, Bojō?) de Hiroshi Shimizu
- 1951 : Les Oiseaux migrateurs de la Lune (月の渡り鳥, Tsuki no wataridori?) de Teinosuke Kinugasa
- 1952 : La Légende du Grand Bouddha (大仏開眼, Daibutsu kaigen?) de Teinosuke Kinugasa : Nakamaro Fujiwara
- 1952 : Le Palanquin volant (すっ飛び駕, Suttobi kago?) de Masahiro Makino : Seizō Moritaya
- 1953 : Asama no karasu (浅間の鴉?) de Katsuhiko Tasaka : Rokutsuta no Kozo
- 1953 : La Porte de l'enfer (地獄門, Jigokumon?) de Teinosuke Kinugasa : Shigemori
- 1954 : Akō gishi (赤穂義士?) de Ryōhei Arai
- 1956 : Trois femmes autour de Yoshinaka (新平家物語 義仲をめぐる三人の女, Shin heike monogatari: Yoshinaka o meguru sannin no onna?) de Teinosuke Kinugasa : Higuchi
- 1956 : Conte des chrysanthèmes tardifs (残菊物語, Zangiku monogatari?) de Kōji Shima : Sudayū Sakae
- 1956 : Asatarō karasu (浅太郎鴉?)de Kenji Misumi
- 1958 : Edokko matsuri (江戸っ子祭?) de Kōji Shima
- 1958 : Akadō Suzunosuke: Mitsume no chōjin (赤胴鈴之助 三つ目の鳥人?) de Kazuo Mori
- 1958 : La Vengeance des loyaux serviteurs (忠臣蔵, Chūshingura?) de Kunio Watanabe : Denpachirō Tamon
- 1958 : Les Fourberies de Benten Kozo (弁天小僧, Benten Kozō?) de Daisuke Itō
- 1958 : Nichiren to mōko daishūrai (日蓮と蒙古大襲来?) de Kunio Watanabe
- 1959 : Hebihime sama (蛇姫様?) de Kunio Watanabe
- 1959 : Jirōchō Fuji (次郎長富士?) de Kazuo Mori
- 1959 : Un tableau éphémère (かげろう絵図, Kagero ezu?) de Teinosuke Kinugasa
- 1959 : Chiyari musō (血槍無双?) de Yasushi Sasaki
- 1960 : Jirochō kesshōki: Akiba no taiketsu (次郎長血笑記 秋葉の対決?) d'Eiichi Kudō
- 1960 : Jirochō kesshōki: Nagurikomi dōchū (次郎長血笑記 殴り込み道中?) d'Eiichi Kudō
- 1960 : Saké, femmes et lances (酒と女と槍, Sake to onna to yari?) de Tomu Uchida
- 1960 : Jirochō kesshōki: Fujimitōge no taiketsu (次郎長血笑記 富士見峠の対決?) d'Eiichi Kudō
- 1960 : Jirochō kesshōki: Nagurikomi kōjinyama (次郎長血笑記 殴り込み荒神山?) d'Eiichi Kudō
- 1960 : Honō no shirō (炎の城?) de Tai Katō
- 1961 : Hatamoto kenka taka (旗本喧嘩鷹?) de Nobuo Nakagawa
- 1962 : Les Moines lanciers du temple Hozoin (宮本武蔵 般若坂の決斗, Miyamoto Musashi: Hannyazaka no kettō?) de Tomu Uchida : Hozu in Inshun
- 1963 : Rojingai no kaoyaku (浪人街の顔役?) de Yasushi Sasaki